# Cratere Soraya
Soraya è un cratere lunare di 1,9 km situato nella parte sud-occidentale della faccia visibile della Luna.